# Tiwi (Albay)
Pour les articles homonymes, voir Tiwi.
Tiwi est une municipalité de la province d'Albay, aux Philippines.
Sa population est de 50 163 habitants au recensement de 2010 sur une superficie de 106 km2, subdivisée en 25 barangays.